# Rafael Rodríguez Medina
Rafael Rodríguez Medina (* 12. Dezember 1956) ist ein ehemaliger salvadorianischer Fußballschiedsrichter.

## Karriere
Rodríguez Medina war mindestens zwischen 1988 und 2000 als FIFA-Schiedsrichter dazu berechtigt, Fußballspiele auf internationaler Ebene zu leiten. Bei der Fußball-Weltmeisterschaft der Frauen 1991 leitete er die Gruppenspiele Deutschland gegen Nigeria (4:0) und Taiwan gegen Nigeria (2:0) sowie das Viertelfinale zwischen Norwegen und Italien (3:2 n. V.). Außerdem kam der Salvadorianer bei zwei weiteren Partien als Linienrichter zum Einsatz. Neun Jahre später wurde Rodríguez Medina beim CONCACAF Gold Cup 2000, der Kontinentalmeisterschaft für Nord- und Mittelamerika sowie die Karibik, zwei Mal als Spielleiter eingesetzt, darunter im Halbfinale zwischen Kolumbien und Peru (2:1).
Nach Ende seiner aktiven Karriere als Unparteiischer blieb Rodríguez Medina dem Schiedsrichterwesen treu und war bis zu seinem Rückzug 2015 als Vorsitzender der Schiedsrichter-Kommission bei der Federación Salvadoreña de Fútbol (FESFUT) beschäftigt.

### Wichtige internationale Einsätze
| Turnier                                   | Phase         | Datum         | Mannschaft 1 | Resultat  | Mannschaft 2        |
| ----------------------------------------- | ------------- | ------------- | ------------ | --------- | ------------------- |
| Fußball-Weltmeisterschaft der Frauen 1991 | Vorrunde      | 17. Nov. 1991 | Deutschland  | 4:0       | Nigeria             |
| Fußball-Weltmeisterschaft der Frauen 1991 | Vorrunde      | 21. Nov. 1991 | Taiwan       | 2:0       | Nigeria             |
| Fußball-Weltmeisterschaft der Frauen 1991 | Viertelfinale | 24. Nov. 1991 | Norwegen     | 3:2 n. V. | Italien             |
| CONCACAF Gold Cup 2000                    | Vorrunde      | 13. Feb. 2000 | Mexiko       | 4:0       | Trinidad und Tobago |
| CONCACAF Gold Cup 2000                    | Halbfinale    | 23. Feb. 2000 | Kolumbien    | 2:1       | Peru                |